# Hakan Şükür
Hakan Şükür (* 1. September 1971 in Adapazarı, Sakarya) ist ein ehemaliger türkischer Fußballspieler und Politiker.
Mit 249 Toren in 489 Partien ist Şükür Rekordtorschütze der Süper Lig und mit 51 Treffern ist er erfolgreichster Torschütze der türkischen Nationalmannschaft, für die er von 1992 bis 2007 spielte.
Sein Spitzname lautet „Kral“ (König). Wegen seiner Größe wird er auch „der Bulle vom Bosporus“ genannt, obwohl er nicht aus Istanbul stammt (den gleichen Beinamen hatte auch der ehemalige türkische Boxer Sinan Şamil Sam).

## Spielerkarriere
Zu Beginn seiner Laufbahn spielte Hakan Şükür bei seinem Heimatverein Sakaryaspor, bei dem er 1988 mit knapp 17 Jahren in der Süper Lig debütierte. Zwei Jahre darauf wechselte er zu Bursaspor. Nicht zuletzt aufgrund seines herausragenden Kopfballspiels wurden die größeren Vereine schnell auf ihn aufmerksam.
Obwohl er in Bursa nach eigener, späterer Aussage „nicht besonders gut“ spielte, bestritt der 20-Jährige im März 1992 gegen Luxemburg sein erstes Spiel für die türkische Nationalmannschaft. Im Sommer desselben Jahres wechselte er zum nationalen Spitzenklub Galatasaray Istanbul.
Als lebensrettend erwies sich – ohne dass er dies ahnen konnte – ein Tor von Hakan Şükür im Jahre 1994. Der Student İlhan Çomak, ein politischer Gefangener, wurde von Polizisten im Gefängnis im Istanbuler Stadtteil Bayrampaşa gefoltert und an den Füßen aufgehängt. Einer der Folterer sagte: „Bete, dass Galatasaray ein Tor schießt, ich schwör, sonst lass ich dich nicht runter.“ Şükür schoss das Tor.
Bei Galatasaray wurde Şükür Teil der bestimmenden türkischen Mannschaft der 1990er. Nachdem er sich dem Verein 1992 angeschlossen hatte, gewann dieser bis 2000 sechs Mal die türkische Meisterschaft und vier Mal den Pokal. Von 1997 bis 1999 wurde Şükür drei Mal in Folge Torschützenkönig der Liga. Als größten Erfolg gewann Galatasaray 2000 den UEFA-Pokal und damit als erster türkischer Verein einen UEFA-Titel.
In dieser Zeit nahm Şükür mit der Nationalmannschaft an den Europameisterschaften 1996 und 2000 teil. Während die Türkei bei ihrer ersten EM-Teilnahme überhaupt in der Vorrunde ausschied, erreichte das Team 2000 das Viertelfinale.
Bereits 1995 hatte Şükür kurz beim italienischen Verein Torino Calcio gespielt. 2000, im Jahr seiner bis dahin größten Erfolge, dem UEFA-Pokal-Sieg und dem Einzug ins EM-Viertelfinale, wechselte er erneut in die Serie A und schloss sich dem Spitzenklub Inter Mailand an. Jedoch war ihm bei den Nerazzurri kein Erfolg beschieden und er bestritt lediglich 24 Spiele in anderthalb Jahren, ehe er im Januar 2002 zum AC Parma wechselte.
Im Sommer 2002 nahm er mit der Türkei an der Weltmeisterschaft in Japan und Südkorea teil, bei der das Team hinter Brasilien und Deutschland die drittbeste Mannschaft wurde. Im Spiel um den dritten Platz gegen Südkorea (3:2) erzielte Şükür nach elf Sekunden das schnellste Tor der WM-Geschichte.
Nachdem er 2002 nach Parma gewechselt war, konnte der inzwischen über 30-jährige Şükür sich weder beim AC noch bei seinem darauffolgenden Verein, dem englischen Erstligisten Blackburn Rovers durchsetzen. Im Sommer 2003 wechselte er nach nur drei Jahren in Westeuropa zurück nach Istanbul zu Galatasaray, wo er weitere zwei Mal die türkische Meisterschaft gewann. Nachdem sein Vertrag am 30. Juni 2008 bei Galatasaray abgelaufen war, beendete er seine Karriere offiziell im November 2008.
Hakan Şükür sah in seiner gesamten Karriere nur ein einziges Mal die Rote Karte; am 26. Mai 2006 bei einem Spiel gegen Samsunspor, das Bülent Uzun leitete.
Auch war Şükür als Experte in der Fußball-Sendung Maraton beim Sender LigTV tätig, wo er später wegen politischer Gründe ausgestiegen ist.

## Politikerkarriere
Für die Parlamentswahlen am 12. Juni 2011 kandidierte Şükür für die türkische Regierungspartei AKP in der Provinz Istanbul und zog ins Parlament ein. Am 16. Dezember 2013 erklärte Şükür jedoch seinen Austritt aus der AKP, wobei er ihr „feindliche Schritte“ gegen die Fethullah-Gülen-Bewegung vorwarf.
Im Februar 2016 wurde Şükür wegen Präsidentenbeleidigung angeklagt: Ihm wurde vorgeworfen, über Twitter beleidigende Aussagen über den Staatspräsidenten Recep Tayyip Erdoğan verbreitet und auch dessen Sohn Bilal Erdoğan beleidigt zu haben. Şükür ließ dies über seine Anwälte bestreiten.
Nach einem Bericht der staatlichen Nachrichtenagentur Anadolu wird Şükür in seinem Heimatland nach dem gescheiterten Putsch in der Türkei von der Staatsanwaltschaft per Haftbefehl gesucht. Şükür wird vorgeworfen, Gülen-Anhänger und damit „Mitglied einer bewaffneten Terrororganisation“ zu sein. Auch sein Vater Selmet Şükür sei zur Fahndung ausgeschrieben worden. Aus diesen Gründen hält Hakan Şükür sich bereits seit 2015 in den Vereinigten Staaten auf.
Auf Druck des Sportministers Akif Çağatay Kılıç wurde Şükür 2017 seine Vereinsmitgliedschaft bei Galatasaray Istanbul entzogen, obwohl die Vereinsmitglieder einen Tag zuvor mit Mehrheit dagegen gestimmt hatten.
Im Januar 2020 stand Şükür erstmals für ein Interview zur Verfügung und schilderte der Welt seine Lebenssituation. So wohne er in Washington, D.C. und verdiene sein Geld als Fahrer für Uber, da sein gesamtes Vermögen in der Türkei eingefroren und Besitztümer konfisziert worden seien. Ebenfalls dementierte er seine Zugehörigkeit zur Gülen-Bewegung.
Şükürs heutiger Lebensmittelpunkt liegt in Palo Alto, einem Vorort von San Francisco, im US-Bundesstaat Kalifornien.

## Erfolge und Titel

### Nationalmannschaft
- Mittelmeerspiele-Sieger 1993
- Europameisterschafts-Viertelfinalist 2000
- Weltmeisterschafts-Dritter 2002

### Verein
Sakaryaspor (1987–1990)
- Türkischer Fußballpokal: 1988

Bursaspor (1990–1992)
- Başbakanlık Kupası: 1992

Galatasaray Istanbul (1992–1995, 1995–2000, 2003–2008)
- Türkischer Meister (8): 1993, 1994, 1997, 1998, 1999, 2000, 2006, 2008
- Türkischer Fußballpokal (5): 1993, 1996, 1999, 2000, 2005
- Türkischer Fußball-Supercup (3): 1993, 1996, 1997
- TSYD Kupası – Istanbul (2): 1998, 1999
- UEFA-Pokal: 2000

AC Parma (2001–2002)
- Italienischer Pokal: 2002

### Persönliche Auszeichnungen
- Torschützenkönig der Süper Lig: 1997 (38 Tore), 1998 (32 Tore), 1999 (19 Tore)
- IFFHS weltbester Erst-Liga-Torschütze: 1997 (38 Tore)
- Schnellstes WM-Tor nach elf Sekunden gegen Gastgeber Südkorea (WM 2002, Spiel um Platz 3)

## Karrierestatistik
| Verein               | Liga            | Saison          | Liga   | Liga | Nat. Pokal | Nat. Pokal | Europapokal | Europapokal | Andere | Andere | Gesamt | Gesamt |
| Verein               | Liga            | Saison          | Spiele | Tore | Spiele     | Tore       | Spiele      | Tore        | Spiele | Tore   | Spiele | Tore   |
| -------------------- | --------------- | --------------- | ------ | ---- | ---------- | ---------- | ----------- | ----------- | ------ | ------ | ------ | ------ |
| Sakaryaspor          | 1. Lig          | 1987/88         | 3      | 0    | 2          | 1          | -           | -           | -      | -      | 5      | 1      |
| Sakaryaspor          | 1. Lig          | 1988/89         | 12     | 5    | 1          | 0          | -           | -           | -      | -      | 13     | 5      |
| Sakaryaspor          | 1. Lig          | 1989/90         | 27     | 5    | 1          | 0          | -           | -           | -      | -      | 28     | 5      |
| Gesamt               | Gesamt          | Gesamt          | 42     | 10   | 4          | 1          | -           | -           | -      | -      | 46     | 11     |
| Bursaspor            | 1. Lig          | 1990/91         | 27     | 4    | 2          | 3          | -           | -           | -      | -      | 29     | 7      |
| Bursaspor            | 1. Lig          | 1991/92         | 27     | 7    | 6          | 2          | -           | -           | 1      | 1      | 34     | 10     |
| Gesamt               | Gesamt          | Gesamt          | 54     | 11   | 8          | 5          | -           | -           | 1      | 1      | 63     | 17     |
| Galatasaray Istanbul | 1. Lig          | 1992/93         | 30     | 19   | 6          | 3          | 6           | 2           | 3      | 2      | 45     | 26     |
| Galatasaray Istanbul | 1. Lig          | 1993/94         | 27     | 16   | 5          | 3          | 9           | 0           | 3      | 1      | 44     | 20     |
| Galatasaray Istanbul | 1. Lig          | 1994/95         | 33     | 19   | 7          | 0          | 8           | 5           | 2      | 0      | 50     | 24     |
| Gesamt               | Gesamt          | Gesamt          | 90     | 54   | 18         | 6          | 23          | 7           | 8      | 3      | 139    | 70     |
| AC Turin             | Serie A         | 1995/96         | 5      | 1    | -          | -          | -           | -           | -      | -      | 5      | 1      |
| Gesamt               | Gesamt          | Gesamt          | 5      | 1    | -          | -          | -           | -           | -      | -      | 5      | 1      |
| Galatasaray Istanbul | 1. Lig          | 1995/96         | 25     | 16   | 7          | 2          | -           | -           | 1      | 3      | 33     | 21     |
| Galatasaray Istanbul | 1. Lig          | 1996/97         | 32     | 38   | 1          | 0          | 4           | 4           | 2      | 1      | 39     | 43     |
| Galatasaray Istanbul | 1. Lig          | 1997/98         | 34     | 32   | 8          | 2          | 7           | 0           | 1      | 0      | 50     | 34     |
| Galatasaray Istanbul | 1. Lig          | 1998/99         | 33     | 19   | 7          | 1          | 7           | 6           | 2      | 1      | 49     | 27     |
| Galatasaray Istanbul | 1. Lig          | 1999/00         | 32     | 14   | 3          | 1          | 17          | 10          | 2      | 0      | 54     | 25     |
| Gesamt               | Gesamt          | Gesamt          | 156    | 119  | 26         | 6          | 35          | 20          | 8      | 5      | 225    | 150    |
| Inter Mailand        | Serie A         | 2000/01         | 23     | 5    | -          | -          | 9           | 1           | -      | -      | 32     | 6      |
| Gesamt               | Gesamt          | Gesamt          | 23     | 5    | -          | -          | 9           | 1           | -      | -      | 32     | 6      |
| AC Parma             | Serie A         | 2001/02         | 14     | 3    | -          | -          | 1           | 0           | -      | -      | 15     | 3      |
| Gesamt               | Gesamt          | Gesamt          | 15     | 3    | -          | -          | 1           | 0           | -      | -      | 16     | 3      |
| Blackburn Rovers     | Premier League  | 2002/03         | 8      | 2    | -          | -          | -           | -           | -      | -      | 8      | 2      |
| Gesamt               | Gesamt          | Gesamt          | 8      | 2    | -          | -          | -           | -           | -      | -      | 8      | 2      |
| Galatasaray Istanbul | Süper Lig       | 2003/04         | 29     | 12   | 1          | 0          | 9           | 6           | -      | -      | 39     | 18     |
| Galatasaray Istanbul | Süper Lig       | 2004/05         | 33     | 18   | 3          | 4          | -           | -           | -      | -      | 36     | 22     |
| Galatasaray Istanbul | Süper Lig       | 2005/06         | 31     | 10   | 4          | 2          | 2           | 1           | -      | -      | 37     | 13     |
| Galatasaray Istanbul | Süper Lig       | 2006/07         | 26     | 4    | -          | -          | 6           | 1           | 1      | 0      | 33     | 5      |
| Galatasaray Istanbul | Süper Lig       | 2007/08         | 28     | 11   | 4          | 1          | 6           | 2           | -      | -      | 38     | 14     |
| Gesamt               | Gesamt          | Gesamt          | 147    | 55   | 12         | 7          | 23          | 10          | 1      | 0      | 186    | 72     |
| Karriere Gesamt      | Karriere Gesamt | Karriere Gesamt | 540    | 260  | 68         | 25         | 91          | 38          | 18     | 9      | 731    | 331    |

Quelle: 